# Новороссийская область
Новоросси́йская о́бласть Вооружённых сил Ю́га Росси́и — административно-территориальная единица Юга России во время Гражданской войны в России с центром в городе Одесса. Создание области было утверждено Главкомом ВСЮР по представлению Особого Совещания 25 августа 1919 года. Область была упразднена в марте 1920 года после перехода всей её территории в состав Украинской ССР в ходе наступления РККА.

## Предыстория. Идея «областничества»
Модель «областного устройства», как замена унитарной самодержавной власти, была предложена ещё осенью 1917 года «Юридическим Совещанием Временного правительства», которое видело будущую Россию как «Государство Российское едино и нераздельно…» но при этом «… в Государстве Российском будет введена областная автономия». Такая модель государственного устройства была выработана вместо «федерализации», на которую многие политики смотрели как на невозможную для России, так как, по их мнению, «федерализация» предполагала объединение разрозненных ранее территорий, а в России, наоборот — окраины, стремящиеся к большей самостоятельности, уже находились в едином государстве:212.
Историки В. Кулаков и Е. Каширина пишут, что с захватом Украины и Крыма у белых появилась необходимость юридически обосновать государственный суверенитет областей, находящихся под их контролем. В августе 1919 года Главнокомандующий ВСЮР Деникин обратился к населению Малороссии с обещанием, что «в основу устроения областей Юга России будет положено начало самоуправления и децентрализации при непременном уважении к жизненным особенностям местного быта».
В 1919 году, по мере расширения территорий, контролируемых Вооружёнными силами на Юге России, командование ВСЮР было серьёзно озабочено поиском наилучшей модели построения твёрдой местной власти, от чего зависело обустройство тыла воюющей армии и успокоение мирного населения, пострадавшего в ходе гражданской войны. При этом приходилось принимать во внимание прежде всего две особенности: во-первых, необходимость полного уничтожения структур местного самоуправления, созданных советской властью, что обуславливалось характером гражданской войны, направленной на полное взаимоисключение борющихся между собой политико-правовых систем; и, во-вторых, необходимость преодоления сепаратизма национальных окраин бывшей Российской империи, заметно усилившегося в то время, что рассматривалось как закономерная реакция на приход к власти большевиков в Центральной России:212. 
В итоге было решено остановиться на областной модели административно-территориального деления. За основу был взят «Наказ» от Киевской губернии Учредительному собранию, подготовленный профессором А. Д. Билимовичем и по которому за основу деления будущей России бралась «Область», составленная на основе общих «физико-географических, этнографических, экономических и историко-политических признаков», но во главу угла ставился принцип экономической общности объединяемых в область территорий. По этому «Наказу» Южную Россию предлагалось разделить на три области: «Юго-Западную», «Левобережную Малороссию» и «Южную Степную»:213.

## Границы области и административное устройство
Новороссийская область была одной из четырёх областей, образованных 25 августа 1919 г. приказом Главкома ВСЮР на занятых территориях, наряду с Киевской, Харьковской, и областью Северного Кавказа. Области подразделялись на губернии, губернии на уезды, уезды на волости. В целом административное устройство ВСЮР повторяло дореволюционное.
В новосозданную область вошли бывшая Херсонская губерния и граничащие с ней на востоке уезды Северной Таврии.